# Trem-tram

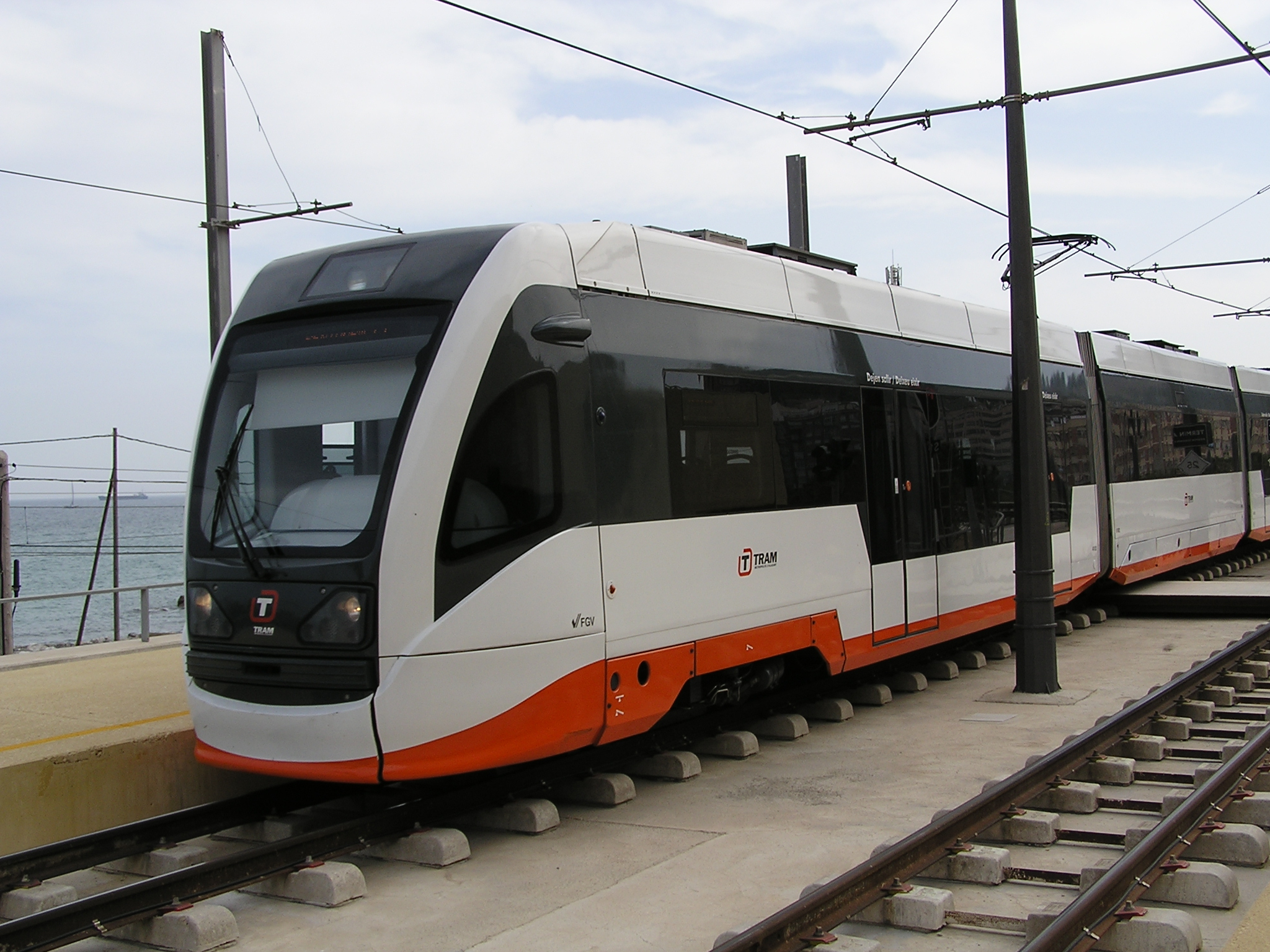
Trem-tram da L1 do TRAM Metropolitano de Alicante, Espanha.

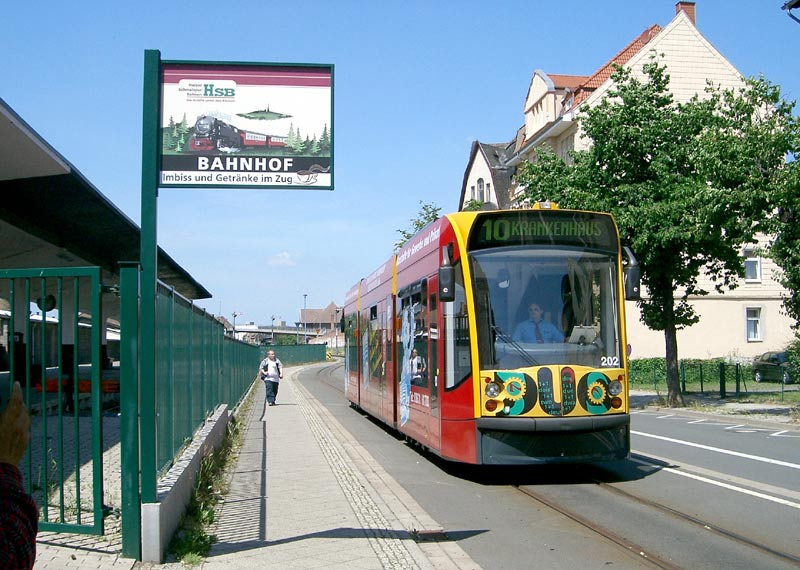
Trem-tram em Nordhausen, Alemanha.

O trem-tram ou trem-tranvia (Português Brasileiro) ou comboio-tram ou comboio-tranvia (Português Europeu) (inglês: Tram-train) é um veículo derivado do tranvia capaz de executar várias rotas. A dupla capacidade de voltagem do trem-tram permite-lhe o acesso às infraestruturas de ferrocarris e tranvias, pode funcionar dentro das normas ferroviárias e passar a um funcionamento em modo tranvia ao entrar na cidade. Todos os sistemas de alimentação e sinalização ferroviária atuais, inclusive em configurações «híbridas» com motores diesel, podem ser incorporadas a este sistema, o qual permite ao tranvia no centro da cidade passar a velocidades menores de 70 km/h e na rede ferroviária regional a velocidades máximas de uns 100 km/h para conetar sem problemas a estações situadas mais longe de áreas periurbanas. A Alemanha é pionera e encontra-se na vanguarda deste conceito, havendo desenvolvido este sistema de transporte nos anos 1980 e 1990 em Karlsruhe, e desde então foi sendo adotado em RijnGouweLijn nos Países Baixos, Kassel e Saarbrücken na Alemanha e em Alicante, Espanha entre outros.

## Europa
- Karlsruhe model, Karlsruhe, Alemanha (→ en)
- RijnGouweLijn, Holanda Meridional, Países Baixos (→ en)
- RandstadRail, Randstad, Países Baixos (→ en)
- Linha T4 (Tranvia de Paris), Paris
- Tyne and Wear Metro, Newcastle upon Tyne, Reino Unido (→ en)
- Linha B e C (Metro do Porto) em Porto,Portugal

### Espanha
Em Espanha o Trem-tram chegou em 30 de julho de 2007 para prestar serviço na remodelação da antiga linha de via estreita da província de Alicante, o Trenet da Marina, uma linha de via métrica que une Alicante com Denia e que se pretendia renovar, eletrificar, duplicar e compaginar aos serviços de cercanias e de tranvia metropolitano.

#### Em funcionamento
- TRAM Metropolitano de Alicante, (Alicante).

#### Em construção ou em projeto
- Tranvia Metropolitano da Baía de Cádis, (Cádis).
- Tranvia de Leão, (Leão).
- Metro ligeiro de l'Horta Sul, (Valência).
- Linha Manacor-Artá, (Maiorca).

## América
- Linha River (New Jersey Transit), Nova Jérsia, Estados Unidos
- Trem turístico Puebla-Cholula, Puebla de Zaragoza, México

### Em construção ou em projeto
- Tranvia corredor verde, Cali, Colômbia